# Edgmer Escalona
Edgmer Eduardo Escalona (nacido el 6 de octubre de 1986 La Guaira, Venezuela) es un beisbolista profesional venezolano conocido en Venezuela como el "tiburón negro" se despeña pitcher para los Acereros de Monclova de la Liga de Béisbol mexicana y Tiburones de La Guaira en la LVBP. El anteriormente jugaba para los Colorado Rockies de Grandes Ligas.

## Carrera
Escalona empezó su carrera profesional en 2006, jugando con los ADSL Rockies, con récord de 0-2 con una efectividad de 7.11 en 14 juegos. En 2007, con récord 1-1 con una efectividad de 4.05 en 18 juegos con los Casper Rockies, y en 2008 con récord 6-2 con una efectividad de 3.22 en 44 juegos con los Asheville Turistas. Escalona en 2009 tuvo unas actuaciones entre los Modesto Frutos secos (28 juegos) y los Tulsa Drillers (38 juegos), dejando un récord combinado de 3-2 con una efectividad 2.47 en 59 juegos.
Escalona Empezó la 2010 su pasantía en Triple A primaveras de Colorado Sky. Hasta que en mayo de 2010 llega a las Mayores, pero es devuelto a Triple A al día siguiente sin jugar. Escalona llegó a las grandes el 3 de septiembre de 2010. Su primer juego fue contra el Diamondbacks de relevista en un décimo inning. Su primer ponche fue contra Ryan Ludwick. Lanzó 6 innings en 5 juegos para los Rockies en 2010, dejando marca de 1 carrera y 2 ponches.
En abril es enviado a formación en primavera extendida, Escalona empezó 2011 en campos de primaveras de Colorado, donde lanzó entre mayo y junio antes de ser llamado el 1 de julio debido a una necesidad de lanzadores. Después de lanzar una entrada en blanco, que fue enviado de vuelta. Escalona regresó después de que Ubaldo Jiménez fue cambiado y pasó casi un mes antes de ser colocado en la lista de lesionados por su lesión en el manguito rotador derecho. Regrese el 9 de septiembre, y acabó la temporada con Colorado. En 14 juegos, dejó una efectividad de 1.75 y 14 ponches en 25.2 innings.
Escalona entra en los cortes finales de primavera para el día de apertura roster, y empieza primavera con Colorado. El 17 de abril,  esté este es llamado por los Rockies. Después de que lanzara en 7 juegos,   fue enviado de regreso a Colorado Springs, donde pasó los próximos 3 meses hasta que fue llamado el 4 de agosto para reemplazar a Christian Friedrich. Después de ir en la lista de lesionados con una inflamación en el codo derecho 2 apariciones después, Escalona regresó el 2 de septiembre y terminó el año con Colorado. Después de que un muy sólido septiembre, bajó su efectividad de 11,88 a 6,04. Eso en 22 apariciones con los Rockies, Escalona se fue de 0-1 con 2 boletos, con 21 ponches en 22.1 entradas.
Escalona entró en el roster del Día Inaugural en 2013, y se llevó el triunfo en su primera aparición de 2013. El 11 de junio, Escalona fue colocado en la lista de lesionados, y regresó el 2 de julio; El 23 de agosto, Escalona fue llamado. Salió fuera de la lista el 29 de agosto con 37 juegos, se fue marca de 1-4 con una efectividad de 5.67, con 34 ponches y 7 boletos en 46 entradas.
Escalona firmó un contrato de un año con los Orioles de Baltimore el 20 de noviembre de 2013.. Firma un contracto de ligas menores con los New York Yankees el 2 de julio de 2014. Esté es dejado libre el 4 de abril de 2015.

## Carrera en Venezuela
Escalona estuvo en un cambio por el infielder Luis Rodríguez y el joven lanzador Ricardo Betancourt que pasaron a ser parte de los Leones del Caracas, que a su vez el llegó a los Tiburones de La Guaira.